# Lista de atuais Cavaleiros e Damas da Ordem do Cardo-selvagem
A Antiquíssima e Nobilíssima Ordem do Cardo-Selvagem (Most Ancient and Most Noble Order of the Thistle, em inglês) figura dentre as mais tradicionais e prestigiosas das ordens de cavalaria britânicas, perdendo em grau de precedência somente para a Cruz Vitória (VC), a Cruz de Jorge (GC) e a Ordem da Jarreteira (KG). Fundada em 1687 por Jaime VII, a Ordem do Cardo-selvagem toma como emblema a flor homônima que é um dos símbolos nacionais do Reino da Escócia e destina-se a galardoar membros da nobreza escocesa e membros da realeza britânica.
Assim como a Jarreteira, a Ordem do Cardo possui um processo elegibilidade seleto e limitado, consistindo no Soberano britânico e o Duque de Rothesay - ambos na condição de membros ex officio e demais 16 membros intitulados "Cavaleiros do Cargo-Selvagem". Os membros da família real e membros de realezas estrangeiras quando criados à ordem são denominados "Cavaleiros Supranumerários". A admissão à Ordem do Cardo-selvagem representa uma distinção na nobreza escocesa, normalmente em reconhecimento de atos relevantes em prol do monarca e da nação.

## Cavaleiros e Damas da Ordem do Cardo
| Membro                       | Membro                       | Membro                                 | Data de criação                                    | Data de nascimento                 | Armas                                                               |
| ---------------------------- | ---------------------------- | -------------------------------------- | -------------------------------------------------- | ---------------------------------- | ------------------------------------------------------------------- |
| Soberano                     |                              |                                        |                                                    |                                    |                                                                     |
|                              |                              | S. M. o Rei                            | 1977 (como Príncipe britânico)2022 (como Soberano) | 14 de novembro de 1948 (76 anos)   |                                                                     |
| Cavaleiros Supranumerários   |                              |                                        |                                                    |                                    |                                                                     |
| Guilherme, Duque de Rothesay | Guilherme, Duque de Rothesay | S. A. R. o Duque de Rothesay KG GCB PC | 2012                                               | 21 de junho de 1982 (43 anos)      |                                                                     |
| Eduardo, Duque de Edimburgo  | Eduardo, Duque de Edimburgo  | S. A. R. o Duque de Edimburgo KG GCVO  | 2024                                               | 10 de março de 1964 (61 anos)      |                                                                     |
| Damas Supranumerárias        |                              |                                        |                                                    |                                    |                                                                     |
| Ana, Princesa Real           | Ana, Princesa Real           | S. A. R. a Princesa Real LG GCVO GCStJ | 2000                                               | 15 de agosto de 1950 (74 anos)     |                                                                     |
| Camila do Reino Unido        | Camila do Reino Unido        | S. M. a Rainha LG GCVO GBE PC          | 2023                                               | 17 de julho de 1947 (77 anos)      |                                                                     |
| Cavaleiros                   |                              |                                        |                                                    |                                    |                                                                     |
| 1 (200)                      | Andrew Bruce                 | Conde de Elgin                         | 1981                                               | 17 de fevereiro de 1924 (101 anos) | Armas de Andrew Bruce como Cavaleiro da Ordem do Cardo-selvagem     |
| 2 (213)                      | James Mackay                 | Barão Mackay de Clashfern              | 1997                                               | 2 de julho de 1927 (97 anos)       | Armas de James Mackay como Cavaleiro da Ordem do Cardo-selvagem     |
| 3 (214)                      | David Wilson                 | Barão Wilson de Tillyorn               | 2000                                               | 14 de fevereiro de 1935 (90 anos)  | Armas de David Wilson como Cavaleiro da Ordem do Cardo-selvagem     |
| 4 (217)                      | David Steel                  | Lorde Steel de Aikwoo                  | 2004                                               | 31 de março de 1938 (87 anos)      | Armas de David Steel como Cavaleiro da Ordem do Cardo-selvagem      |
| 5 (218)                      | George Robertson             | Barão Robertson de Port Ellen          | 2004                                               | 12 de abril de 1946 (79 anos)      | Armas de George Robertson como Cavaleiro da Ordem do Cardo-selvagem |
| 6 (219)                      | William Cullen               | Barão Cullen de Whitekirk              | 2007                                               | 18 de novembro de 1935 (89 anos)   | Armas de William Cullen como Cavaleiro da Ordem do Cardo-selvagem   |
| 7 (221)                      | David Hope                   | Barão Hope de Craighead                | 2009                                               | 27 de junho de 1938 (87 anos)      | Armas de David Hope como Cavaleiro da Ordem do Cardo-selvagem       |
| 8 (222)                      | Narendra Patel               | Barão Patel                            | 2009                                               | 11 de maio de 1938 (87 anos)       |                                                                     |
| 9 (224)                      | Robert Smith                 | Barão Smith de Kelvin                  | 2014                                               | 8 de agosto de 1944 (80 anos)      |                                                                     |
| 10 (225)                     | Richard Scott                | Duque de Buccleuch                     | 2017                                               | 14 de fevereiro de 1954 (71 anos)  | Armas de Richard Scott como Cavaleiro da Ordem do Cardo-selvagem    |
| 11 (226)                     | Ian Wood                     | Ian Wood                               | 2018                                               | 21 de julho de 1942 (82 anos)      |                                                                     |
| 12 (228)                     | George Reid                  | George Reid                            | 2022                                               | 4 de junho de 1939 (86 anos)       |                                                                     |
| 13 (231)                     |                              | Geoff Palmer                           | 2024                                               | 9 de abril de 1940 (85 anos)       |                                                                     |
| Damas                        |                              |                                        |                                                    |                                    |                                                                     |
| 1 (227)                      | Elish Angiolini              | Elish Angiolini                        | 2022                                               | 24 de junho de 1960 (65 anos)      |                                                                     |
| 2 (229)                      | Sue Black                    | Baronesa Black de Strome               | 2024                                               | 7 de maio de 1961 (64 anos)        |                                                                     |
| 3 (230)                      | Helena Kennedy               | Baronesa Kennedy de The Shaws          | 2024                                               | 12 de maio de 1950 (75 anos)       |                                                                     |